# Blue Ridge School
Blue Ridge School (dříve The Blue Ridge Industrial School) je nezávislá, výhradně mužská internátní škola pro studenty ročníků 9–12 nacházející se na úpatí pohoří Blue Ridge Mountains v Saint George ve Virginii ve Spojených státech amerických. Školu navštěvuje přibližně 185 studentů z 27 států a 15 zemí, mnozí z Virginie a dalších jihovýchodních a středoatlantských států. Školní areál má 751 akrů (3 km²) a nachází se v Greene County ve Virginii. Sousedí s horou Brokenback Mountain na okraji národního parku Shenandoah v Appalačském pohoří. Ředitelem je od roku 2012 William „Trip“ Darrin.

## Historie
Školu původně založil v roce 1909 reverend George P. Mayo, episkopální duchovní, jako Blue Ridge Industrial School, školu pro venkovské horské studenty v regionu. Byla otevřena v lednu 1910 jako koedukovaná odborná škola s asi 35 žáky; poprvé ji absolvovali dva studenti v roce 1918. Počet žáků vzrostl na 112 v roce 1922 a 165 v roce 1928. První budovou byla Neve Hall; škola přišla o budovy při požárech v letech 1911, 1918 a 1962, kdy byla zničena první ošetřovna, kterou už 30. září 1959 zasáhlo tornádo. Mayo působil jako superintendant až do roku 1944. V roce 1960 byla škola uzavřena.
Blue Ridge se stala přípravnou školou pro chlapce v roce 1962, s krátkodobým snížením počtu studentů na 66.

## Osnovy
Blue Ridge School využívá principy projektového učení vyvinuté PBLWorks. V roce 2018 škola představila podnikatelský program, který studenty provedl procesem koncipování produktu, vytvoření obchodního plánu a předložení produktu porotě. Následující rok se tento program stal sérií kurzů podnikání.
Fishburne Learning Center poskytuje individuální rozvoj učebních dovedností pro přibližně 25 % studentů. Výuka ve výukovém centru probíhá během školního dne a každá třída má dva až tři studenty.

## Mimoškolní aktivity

### Atletika
Blue Ridge School nabízí mnoho sportů a účastní se podzimní, zimní a jarní sezóny. K dubnu 2020 má škola 26 atletických týmů. Účastní se Blue Ridge Athletic Conference (BRAC) a Virginia Independent Schools Athletic Association (VISAA). Její fotbalový tým vyhrál státní šampionáty v letech 1994, 2012 a 2016. Její basketbalový tým vyhrál státní šampionáty v letech 2015, 2017, 2019, 2020, 2021 a 2022 a vyprodukoval mnoho hráčů divize 1 NCAA. Ve sportovní sezóně 2016–17 vyhrál její fotbalový a basketbalový tým virginijské státní mistrovství. Má 22 000 čtverečních stop (2 000 m²) velkou krytou sportovní arénu. Mezi její zařízení patří Massey Gymnasium, kryté tenisové a basketbalové kurty, zařízení na cvičení a vzpírání, zápasiště a klece na pálkování. Mezi atletické týmy Blue Ridge patří:

#### Podzim
- Přespolní běh V
- Přespolní běh JV
- Americký fotbal JV
- Fotbal JV
- Horská cyklistika
- Americký fotbal V
- Fotbal V
- Venkovní dobrodružné sporty

#### Zima
- Sálový fotbal
- Basketbal JV
- Venkovní sporty
- Univerzitní basketbal V
- Univerzitní basketbal
- Zápas

#### Jaro
- Venkovní dobrodružné sporty
- Baseball
- Golf
- Lakros V
- Lakros JV
- Tenis V
- Tenis JV
- Lehká atletika

Počínaje polovinou 90. let vyvinul Blue Ridge s hráči jako LaRon Campbell-Hall, Barry Harper, Brandon Freeman, Luke Minor, Tom Timmermans z Nizozemska a Andrej Savčenko z Ruska uznávaný basketbalový program a vyhrál státní titul. Mezi stálice NCAA z Blue Ridge School patří Aamir Simms a Mamadi Diakite.

### Venkovní program
Blue Ridge School má mimo jiné venkovní program zahrnující jízdu na horském kole, lukostřelbu, rybaření a pěší turistiku. Studenti se také učí dovednosti přežití v divočině. V kampusu má 18 mil (29 km) tras pro horská kola a turistické stezky.

## Kampus
Původní kampus o rozloze 148 akrů (0,6 km²), který se nachází 20 mil (32 km) od Charlottesville ve Virginii, leží na úpatí pohoří Blue Ridge Mountains. Areál se rozrostl na téměř 750 akrů (3,2 km²) a zahrnuje jezero a několik rybníků. Pamětní kaple Roberta A. Gibsona, bojový dům Marthy Bagbyové (bývalá rezidence ředitele) a stará pošta sv. Jiří stále stojí na pozemku školy. Gibsonova pamětní kaple, navržená architektem Ralphem Adamsem Cramem a postavená v letech 1929 až 1932, a bojový dům Marthy Bagbyové byly zařazeny na národní registr historických míst v roce 1993.

## Významní absolventi
- Mamadi Diakite, basketbalista[10]
- Paris Maragkos, basketbalista[11]
- Darius McGhee, basketbalista[12]
- Laurynas Mikalauskas, basketbalista[13]
- Aamir Simms, basketbalista[14]

## Významní vyučující
Amber Wilkins byl v roce 2021 jmenován děkanem fakulty. Bývalý děkan Pete Bonds získal v roce 2019 cenu International Boys' Schools Coalition Action Research Award za svou práci se studenty historie 12. ročníku. Přibližně 80% vyučujících žije v kampusu.